# Nathan Michael Shawn Wanya
| Recensione | Giudizio |
| ---------- | -------- |
| AllMusic   |          |

Nathan Michael Shawn Wanya è il quarto album discografico in studio del gruppo musicale statunitense Boyz II Men, pubblicato nel 2000 dalla Universal Records.

## Il disco
Si tratta dell'unico album del gruppo pubblicato per la Universal. I brani estratti dall'album e pubblicati come singoli sono stati due: Pass You By (settembre 2000) e Thank You in Advance (dicembre 2000).
L'album ha raggiunto la posizione numero 4 della classifica di vendita Billboard 200 ed ha avuto meno successo dei primi tre album del gruppo.

## Tracce
1. Beautiful Women
2. Step On Up
3. Good Guy
4. Bounce, Shake, Move, Swing
5. What the Deal
6. I Finally Know
7. Pass You By
8. Dreams
9. I Do
10. Thank You in Advance
11. Never Go Away
12. Lovely
13. Know What You Want
14. Do You Remember